# كريس آدامز (ضابط)
كريس آدامز (بالإنجليزية: Chris Adams)‏ هو ضابط أمريكي، ولد في 8 يوليو 1930 في شريفبورت في الولايات المتحدة.